# Terminal Colón

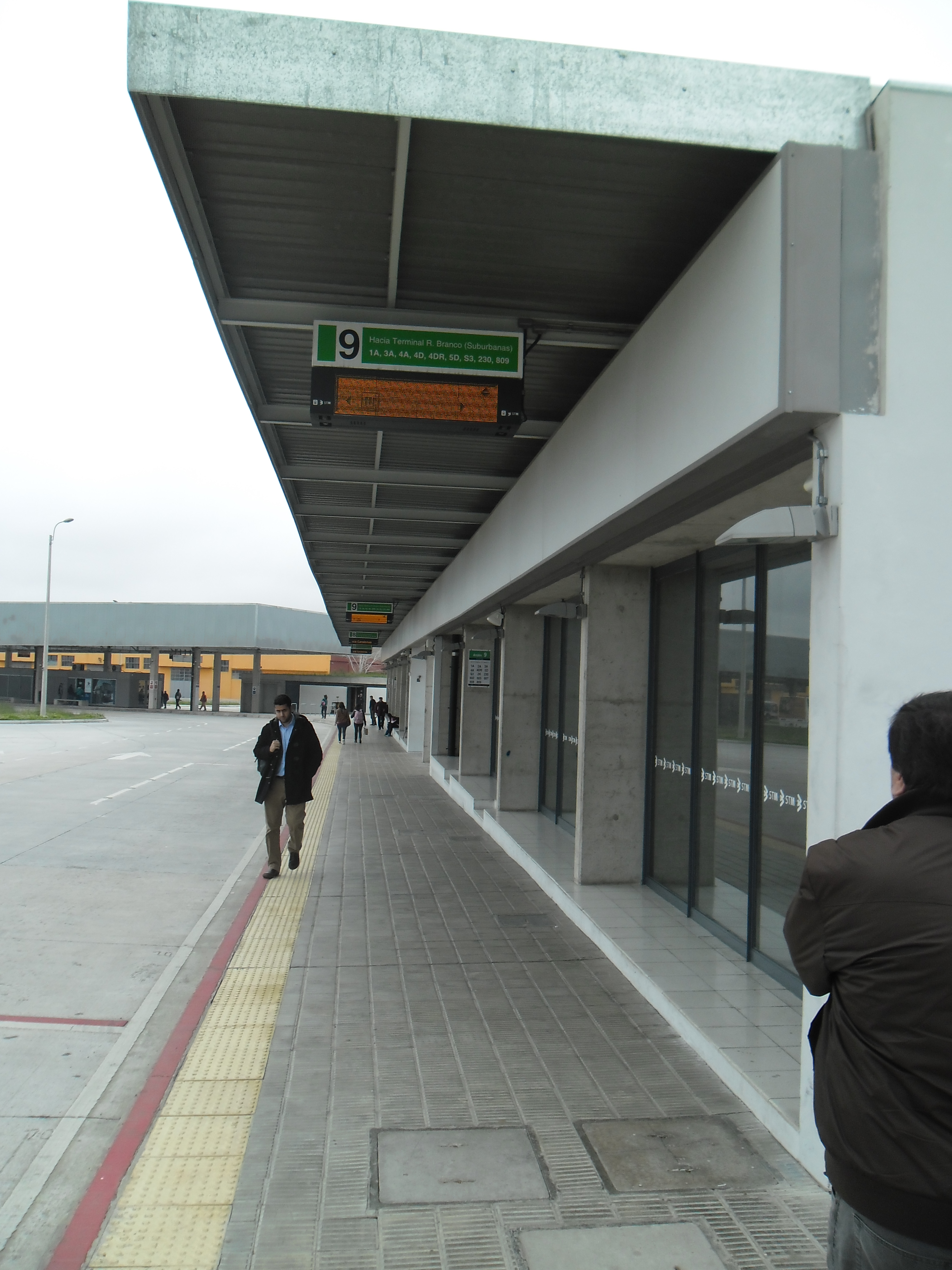
Vista del binario numero 9 del Terminal

Il Terminal Colón è un hub di trasporto nel Barrio Colón a Montevideo, in Uruguay. Il Terminal Colón si trova a 800 m da Plaza Vidiella, la piazza centrale del quartiere.
L'edificio di accoglienza dell'hub a due piani è dotato di chioschi, punti informativi e servizi igienici. Ci sono parcheggi P+R , parcheggi per biciclette e taxi in loco.

## Stazione degli autobus
L'hub di Colón è uno dei cinque terminal (stazioni di interscambio) del Sistema de Transporte Metropolitano (STM, sistema di trasporto locale della regione di Montevideo). Questa stazione, che integra sia il trasporto su autobus che su rotaia è stata costruita tra il 2010 e il 2012. Qui si alternano autobus a lunga percorrenza, regionali e urbani.

## Punto di interruzione
Il punto di interruzione del terminal Colón si trova sulla ferrovia Montevideo-Paso de los Toros, che a questo punto è a binario unico. È l'ultima stazione ferroviaria dell'area metropolitana. Dopo la riapertura nel 2023, la stazione avrà due binari esterni.